# Heber Springs
Heber Springs es una ciudad ubicada en el condado de Cleburne en el estado estadounidense de Arkansas. En el Censo de 2010 tenía una población de 7165 habitantes y una densidad poblacional de 329,85 personas por km².

## Geografía
Heber Springs se encuentra ubicada en las coordenadas 35°30′2″N 92°2′00″O / 35.50056, -92.03333. Según la Oficina del Censo de los Estados Unidos, Heber Springs tiene una superficie total de 21.72 km², de la cual 21.72 km² corresponden a tierra firme y (0%) 0 km² es agua.

## Demografía

### Censo de 2000
Según el censo de 2000, había 6.432 personas, 2.793 hogares y 1.851 familias en la ciudad. La densidad de población era 357,3 hab/km². Había 3.159 viviendas para una densidad promedio de 175,2 por kilómetro cuadrado. De la población 97,90% eran blancos, 0,23% afroamericanos, 0,44% amerindios, 0,39% asiáticos, 0,03% isleños del Pacífico, 0,22% de otras razas y 0,79% de dos o más razas. 1,80% de la población eran hispanos o latinos de cualquier raza.
Se contaron 2.793 hogares, de los cuales 26,9% tenían niños menores de 18 años, 50,7% eran parejas casadas viviendo juntos, 12,5% tenían una mujer como cabeza del hogar sin marido presente y 33,7% eran hogares no familiares. 30,5% de los hogares eran un solo miembro y 16,7% tenían alguien mayor de 65 años viviendo solo. La cantidad de miembros promedio por hogar era de 2,21 y el tamaño promedio de familia era de 2,72.
En la ciudad la población está distribuida en 21,5% menores de 18 años, 6,7% entre 18 y 24, 23,4% entre 25 y 44, 23,1% entre 45 y 64 y 25,3% tenían 65 o más años. La edad media fue 44 años. Por cada 100 mujeres había 83,9 varones. Por cada 100 mujeres mayores de 18 años había 80,3 varones.
El ingreso medio para un hogar en la ciudad fue de $29.599 y el ingreso medio para una familia $37.228. Los hombres tuvieron un ingreso promedio de $30.772 contra $19.720 de las mujeres. El ingreso per cápita de la ciudad fue de $19.656. Cerca de 8,6% de las familias y 13,3% de la población estaban por debajo de la línea de pobreza, 17,6% de los cuales eran menores de 18 años y 12,8% mayores de 65.

### Censo de 2010
Según el censo de 2010, había 7165 personas residiendo en Heber Springs. La densidad de población era de 329,85 hab./km². De los 7165 habitantes, Heber Springs estaba compuesto por el 95.35% blancos, el 0.38% eran afroamericanos, el 0.6% eran amerindios, el 0.24% eran asiáticos, el 0.03% eran isleños del Pacífico, el 1.61% eran de otras razas y el 1.8% pertenecían a dos o más razas. Del total de la población el 3.7% eran hispanos o latinos de cualquier raza.